# Blechnum houttuynii
Blechnum houttuynii là một loài dương xỉ trong họ Blechnaceae. Loài này được Poir. mô tả khoa học đầu tiên năm 1811.
Danh pháp khoa học của loài này chưa được làm sáng tỏ. 